# Энрике Перес де Гусман и Фонсека, 2-й герцог Медина-Сидония
Энрике де Гусман и Фонсека (исп. Enrique de Guzmán; около 1440 — 24 августа 1492, Санлукар-де-Баррамеда) — кастильский аристократ, принадлежащим к Дому Медина-Сидония, который по отцовской линии носил титулы 2-го герцога Медина-Сидония, 4-го граф Ньебла и 7-го сеньора Санлукара, в дополнение к получению титула 1-го маркиза Гибралтара.

## Биография
Энрике де Гусман родился около 1440 года. Единственный сын Хуана Алонсо Переса де Гусмана, 1-го герцога Медина-Сидония (ок. 1410—1468), и его любовницы Изабель де Фонсека-и-Ульоа.
Он был племянником севильского архиепископа Алонсо I де Фонсека, сеньора Коки и Алаэхоса, и внуком по материнской линии Хуана Алонсо де Ульоа, королевского советника Хуана II Кастильского, и его жены Беатрис Родригес де Фонсека.
Он был архитектором строительства замка Сантьяго-де-Санлукар-де-Баррамеда около 1487 года. Он сыграл видную роль в войне за кастильское наследство (1475—1479), сражаясь на стороне Изабеллы и Фердинанда.
Несмотря на верность герцога католическим монархам, они всегда с подозрением относились к его власти и богатству. На самом деле, по словам Баррантеса Мальдонадо, хрониста Дома Медина-Сидония, короли приказали убить его в 1478 году, хотя попытка не удалась.
Королева Изабелла Католическая пожаловала ему титул 1-го маркиза Гибралтара 30 сентября 1488 года, и, наконец, герцог Медина-Сидония умер 24 августа 1492 года в городе Санлукар-де-Баррамеда.

## Брак и потомство
Энрике де Гусман сочетался браком в 1463 году с Леонор де Рибера-и-Мендоса, дочерью главного аделандато Андалусии Пера Афана де Рибера (1420—1454), 1-го сеньора Лос-Молареса с 1441 года и 1-го графа посмертно в 1476 году, и его второй жены графини Марии де Мендоса.
В результате этой связи родился как минимум один сын:
- Хуан Алонсо Перес де Гусман (1466—1507), 3-й герцог Медина-Сидония с 1492 года, 2-й маркиз Гибралтара до 1501 года, а затем 1-й маркиз Казаса с 1504 года.